# Plaid (groupe)
Pour les articles homonymes, voir Plaid (homonymie).
Plaid est un groupe de musique électronique britannique, formé par Andy Turner et Ed Handley. Warp Records est le label de Plaid depuis 1991.
Turner et Handley grandissent dans un village à proximité d'Ipswich, dans le Suffolk. Adolescents, ils partagent un intérêt commun pour le b-boying. Ils se font connaître dans un premier temps en tant que membres du groupe The Black Dog qu'ils forment avec Ken Downie. Le trio, après avoir réalisé de nombreux projets musicaux (dont des remixes comme Come to Me de Björk, et l'album Spanners sorti chez Warp Records en 1995), se scinde en 1995, Ken Downie poursuivant le projet The Black Dog en solitaire.
Le groupe Plaid publie son premier album, Mbuki Mvuki (en), en 1991. Après avoir arrêté leur participation au sein de The Black Dog, Turner et Handley sortent, en 1997, sur le label Warp Records, l'album Not For Threes, sur lequel ils collaborent avec Nicolette (en), Björk et Leila Arab. Leur aventure se poursuit avec Rest Proof Clockwork, sorti en 1999. L'album Trainer (en), sorti en 2000, est une sélection d'anciens morceaux du duo sortis chez Black Dog Productions et Hardcore Music. En 2006, ils sortent un album combinant CD et DVD, Greedy Baby (en), en collaboration avec Bob Jaroc, un artiste visuel qui réalise les vidéos lors de leurs concerts.
Le groupe Plaid a collaboré avec ou remixé Portishead, Red Snapper, Björk et The Irresistible Force.

## Discographie

### Albums studio
- Mbuki Mvuki (en) (1991)
- Android (1995) (EP)
- Undoneson (1997) (EP)
- Not for Threes (1997)
- Rest Proof Clockwork (1999)
- Double Figure (2001)
- P-Brane (2002) (EP)
- Spokes (en) (2003)
- Greedy Baby (en) (2006)
- Tekkonkinkreet (2006), B.O.F. Amer Béton
- Heaven's Door (2008), B.O.F. Heaven's Door (en)
- Scintilli (en) (2011)
- The Carp and the Seagull (2012), (musique jeu vidéo de Evan Boehm)
- Reachy Prints (en) (2014)
- Serket (2015) (EP)
- The Digging Remedy (en) (2016)
- On Other Hands (2016) (EP)
- Bet Nat (2017) (EP)
- Polymer (en) (2019)
- Feorm Falorx (2022)

### Singles
- Scoobs in Columbia (1992)
- Booc (2000)
- Dialp (2003)

### Compilations
- Peel Session (1999) (EP)
- Trainer (en) (2000) (Double compilation période 1989-1995 inclus inédits)
- Parts in the Post (Plaid Remixes) (en) (2003) (Compilation de titres d'autres artistes remixés par Plaid)
- Induction (2011) (Compilation période 1997-2006)